# Robert Archibald
Pour les articles homonymes, voir Archibald.
Robert Michael Archibald, né le 29 mars 1980 à Paisley (Renfrewshire, Écosse) et mort le 23 janvier 2020 à Barrington en Illinois (États-Unis), est un joueur britannique de basket-ball. Il mesure 2,11 m et joue aux postes d'ailier fort et de pivot.

## Biographie
Robert Archibald commence sa carrière en tant que junior avec Dunfermline Reign en Scottish League. Il rejoint ensuite l'université de l'Illinois à Urbana-Champaign et l'équipe du Fighting Illini de l'Illinois en 1998. Il est sélectionné au 32e rang de la draft 2002 par les Grizzlies de Memphis. Archibald joue deux saisons en NBA, dans quatre équipes différentes : les Grizzlies de Memphis, les Suns de Phoenix, le Magic d'Orlando et les Raptors de Toronto. Ses moyennes statistiques sont de 1,2 point et 1,6 rebond par match. Il termine la saison 2004 à Valence. Robert Archibald joue une saison en Italie à Pesaro. Il retourne en Espagne, à la Joventut Badalona et à l'Unicaja Málaga; où il joue entre 2008 et 2011.
Il est international britannique.
Son père, Bobbie, est également joueur, dans le club de Murray BC et est international écossais et britannique